# Del Bajío International Airport
Del Bajío International Airport är en flygplats i Mexiko.   Den ligger i kommunen Silao de la Victoria och delstaten Guanajuato, i den centrala delen av landet, 300 km nordväst om huvudstaden Mexico City. Del Bajío International Airport ligger 1 815 meter över havet.
Terrängen runt Del Bajío International Airport är platt åt sydväst, men åt nordost är den kuperad. Runt Del Bajío International Airport är det tätbefolkat, med 257 invånare per kvadratkilometer. Närmaste större samhälle är Silao, 7,9 km sydost om Del Bajío International Airport. Trakten runt Del Bajío International Airport består till största delen av jordbruksmark.